# Герб Естремадури
Герб Естремадури — герб автономної спільноти Естермадури, що описаний у заголовку I закону Іспанії 4 від 3 червня 1985 р., Законі про герб, прапорі та регіональний день Естремадури.

## Опис
Офіційний опис герб Естремадури згідно із Законом 4/198 5 є:
|  | Іспанський (круглий) щит. Як кленод - відкрита корона з вісьмома бриджами з листя ведмедя або устриці, п’ять зображених, прикрашених коштовностями. Щит напіврозятий і перетятий. У першій золотій чверті пурпуровий лев. У другому червоному золотий замок, мурований чорним. У третьому синьому дві срібні коринфські колони, що оточені снібною стрічкою з девізом «Plus Ultra» чорними літерами. Хвиляста основа синьо-срібна. У щитку срібний щит з вічнозеленим зеленим дубом зі стовбуром. |

Щит напіврозсічено і пересічено: у першій чверті леонський лев Леонського королівства (із золотим полем замість срібного); у другій — замок Кастильського королівства; в третьому полі Геркулесові стовпи, прийняті як знак короля Карла I; а в серцевому щитку зображено найпоширене в регіоні дерево.
Майже всю територію Екстремадури завоювали Фердинанд II та Альфонсо IX Леонський, а королівський герб був запроваджений на печатці Бадахоса. Пізніше Естремадура була частиною Корони Кастилії, а Геркулесові стовпи з девізом були надані місту під час правління Карла I.
Офіційний блазон критикували іспанські геральдисти, такі як Педро Кордеро Альварадо. Він опублікував детальне дослідження помилок, пов'язаних як з описом, так і з дизайном разом із його символічним та історичним значенням. Цей автор запропонував правильний геральдичний опис і нагадав, що перша чверть має бути срібною, офіційний дизайн замку схожий на вежу, а корона повинна мати вісім арок (видно п'ять), кулю та хрест.
Правильний блазон, запропонований Педро Кордеро Альварадо, такий:
|  | У напіврозсіченому і пересіченому щиті помаранчевий лев на сріблі, золотий замок із потрійними вежами, що мурований чорним із синіми отворами на червоному; у блакитній основі срібна стрічка із чорним девізом «Plus Ultra» з'єднує дві срібні коринфські колони; хвиляста основа із восьми срібних і блакитних хвиль; щиток срібний, на ньому зелений дуб. Герб покриває відкрита королівська корона. |

## Використання
Герб має співвідношення 5:6. Згідно з текстом вищезазначеного Закону символів, герб Естремадури повинен бути розміщений:
- На фасадах автономних громадських адміністративних будівель.
- На офіційному прапорі Естремадури, який майорить над усіма організаціями державного сектора в регіоні.
- На службових машинах регіональних установ.
- На атестатах та дипломах.
- На документах, бланках, печатках та бланках для службового користування в автономній громаді.
- На офіційних публікаціях.
- На знаках, які могли носити обласні органи влади.
- На офіційних місцях або важливих об'єктах.

Герб 11-ї бригади Естремадури
Герб 3-ї зони Цивільної гвардії (Естремадура)